# Pavle Ninkov
Pavle Ninkov, (ur. 20 kwietnia 1985 w Belgradzie) – serbski piłkarz występujący na pozycji obrońcy w serbskim klubie FK Zemun.

## Kariera klubowa
| Sezon   | Klub               | Kraj                | Rozgrywki  | Mecze | Bramki | Rozgrywki Europy | Mecze | Bramki |
| ------- | ------------------ | ------------------- | ---------- | ----- | ------ | ---------------- | ----- | ------ |
| 2003/04 | Železničar Belgrad | Serbia i Czarnogóra | Super liga | 14    | 3      | -                | -     | -      |
| 2004/05 | Radnički Belgrad   | Serbia i Czarnogóra | Super liga | 27    | 3      | -                | -     | -      |
| 2005/06 | FK Rad             | Serbia i Czarnogóra | Super liga | 4     | 0      | -                | -     | -      |
| 2006/07 | FK Čukarički       | Serbia i Czarnogóra | Prva liga  | 28    | 1      | -                | -     | -      |
| 2007/08 | FK Čukarički       | Serbia i Czarnogóra | Super liga | 15    | 1      | -                | -     | -      |
| 2007/08 | FK Crvena zvezda   | Serbia i Czarnogóra | Super liga | 14    | 0      | -                | -     | -      |
| 2008/09 | FK Crvena zvezda   | Serbia i Czarnogóra | Super liga | 26    | 1      | -                | -     | -      |
| 2009/10 | FK Crvena zvezda   | Serbia i Czarnogóra | Super liga | 25    | 1      | -                | -     | -      |
| 2010/11 | FK Crvena zvezda   | Serbia i Czarnogóra | Super liga | 23    | 1      | -                | -     | -      |
| 2011/12 | Toulouse FC        | Francja             | Ligue 1    | 29    | 0      | -                | -     | -      |
| 2012/13 | Toulouse FC        | Francja             | Ligue 1    | 21    | 0      | -                | -     | -      |
| 2013/14 | Toulouse FC        | Francja             | Ligue 1    | 19    | 0      | -                | -     | -      |
| 2014/15 | Toulouse FC        | Francja             | Ligue 1    | 21    | 1      | -                | -     | -      |
| 2015/16 | Toulouse FC        | Francja             | Ligue 1    | 10    | 0      | -                | -     | -      |
| 2016/17 | Toulouse FC        | Francja             | Ligue 1    | 9     | 0      | -                | -     | -      |
| 2017/18 | FK Zemun           | Serbia              | Super liga | 7     | 0      | -                | -     | -      |

Stan na 15 czerwca 2018